# 육완순
육완순(陸完順, 1933년 6월 16일~2021년 7월 23일)은 대한민국의 현대 무용가로, 모교(이화여자대학교)의 교수를 지냈다.

## 생애
전북 전주에서 출생하였으며, 1956년 이화여대 체육학과(학사)에서 무용을 전공한 뒤, 1959년에 이화여대 대학원(현대무용 전공 석사 과정)을 졸업하였다. 1963년에는 미국 일리노이 대학교 대학원에서 현대 무용을 전공했으며, 마사 그레이엄 무용학교에서 현대무용을 사사했다. 1962년에 국립중앙극장에서 개최된 제1회 육완순 귀국 무용 발표회를 통해 《흑인영가》와 《공포》, 《마음의 파도》 등을 소개했는데, 미국의 현대 무용을 우리나라에 처음으로 소개했다는 점에서 무용계의 주목을 끌었다. 그 후 1972년까지 미국과 서울에서 7회의 무용 발표회를 개최했고, 또한 무용 관계 논문을 집필하여 교육 무용의 이론화에 공적을 남겼다.

## 주요 사건
이화여대부속고등학교 교사와 경희대학교 무용과 과장, 이화여대 무용과 과장 등을 역임하다가 부정입학으로 물러났다. 1991년에 서울지검은 이화여대 무용과 입시에서 2명을 부정입학시키고 돈받은 혐의로 육완순 교수를 구속. 1심에서 징역1년형의 실형을 선고받았으며, 1992년 3월 23일 항소심에서 징역 8월형 및 집행유예 1년, 그리고 추징금 1천3백만원을 선고받았다.

## 주요 작품
현재까지 육완순 무용원장을 역임하고 있었던 그녀의 주요 작품으로는 《부활》, 《황무지》, 《단군신화》, 《지저스크라이스 수퍼스타》 등이 있다.

## 논란

### 한국문화예술진흥원 비상임이사 임명 관련 논란
돈을 받고 신입생을 부정입학시켜줬다가 형사처벌까지 된 육완순 전직 이화여대 무용학과 교수가 지난 2006년 3월에는 2천8백억원을 주무르는 문화관광부 산하 한국문화예술진흥원 비상임이사에 임명돼 논란이 있었다.
육완순 씨는 이대 무용과 교수로 재직중이던 지난 1991년 10월 이 학과 지원자 2명의 학부모에게서 모두 1천3백만원을 받고 신입생을 부정입학시켜준 혐의가 드러나 검찰에 구속돼 법원에서 실형까지 선고받은 전력이 있어, 적어도 지도자적인 비상임이사라는 공직을 맡기에는 도덕성에 치명적인 결함을 갖고 있다는 일각의 지적이 있었다.